# Мозаїка «Сфінкс»
Моза́їка «сфінкс» — замощення площини за допомогою «сфінксів» — п'ятикутних гексиамантів, утворених з'єднанням шести правильних трикутників. Отриману фігуру названо за її схожістю з Великим сфінксом у Гізі.
«Сфінкса» можна розрізати на довільну квадратну кількість копій себе (деякі з яких можуть бути віддзеркаленими), і повторення цього процесу веде до неперіодичного замощення площини. Таким чином, «сфінкс» є самовідтворюваною мозаїкою. Ця мозаїка є однією з небагатьох відомих п'ятикутних самовідтворюваних мозаїк і єдиною відомою п'ятикутною мозаїкою, підкопії якої мають однаковий розмір.
|  |  |